# アメティスト (原子力潜水艦)
アメティスト（フランス語：Améthyste, S 605）は、フランス海軍のリュビ級原子力潜水艦5番艦であるが、船型や戦闘システムの改良を目的としたアメティスト改正による分類の場合は1番艦となる。艦名はアメシストのフランス語読みに由来する。

## 艦歴
「アメティスト」は、DCNシェルブール工廠で建造され1984年10月31日に起工、1988年5月14日に進水、1992年3月20日に就役しトゥーロン海軍基地に配備される。
1999年にはコソボ紛争におけるトライデント作戦に「S601 リュビ」と共に参加しセルビア（当時）コトル海峡付近に展開しNATO軍に必要な情報収集任務とセルビア海軍の封鎖の任に就いた。
2009年11月時点においてソマリア沖の海賊対策であるアタランタ作戦欧州連合海上部隊に参加しアデン湾に展開している。
2011年には、リビア飛行禁止空域でのNATOのユニファイド・プロテクター作戦に参加し、海上封鎖任務に従事した。